# 데릭 애드킨스
데릭 R. 애드킨스(Derrick R. Adkins, 1970년 7월 2일 ~ )는 전 미국의 육상 선수이자, 1996년 애틀랜타 올림픽 400m 허들 금메달리스트이다.
뉴욕 브루클린에서 태어나 맬번 고등학교에 수학하면서 애드킨스는 1991년 세계 육상 선수권 대회에 나가면서 국제적 향상을 일으켰다.
1991년과 1993년 세계 학생 경기를 우승하였고, 슈투트가르트에서 열린 세계 육상 선수권 대회에서는 7위로 왔다. 1994년 자신의 첫 국내 선수권을 우승하면서 향상되기 시작한 애드킨스는 이듬해 예테보리에서 열린 세계 육상 선수권 대회에서 예선을 쉽게 이기고 결승전에서는 자신의 장기적 라이벌 잠비아의 새뮤얼 마테테를 좁은 차이로 꺾고 우승하였다.
애틀랜타 올림픽이 열리기 전에 5개의 경주 중의 4개에서 마테테가 애드킨스를 꺾었으나, 올림픽에서는 역전이 되어 애드킨스는 마테테를 0.24초 차이로 꺾고 우승하였다.
1997년 국내 선수권 대회에서 2위를 하였으나, 세계 육상 선수권 대회에서는 준결승전에서 5위를 하여 결승전을 놓쳤다.
2004년과 2006년 사이에 컬럼비아 대학교의 육상 조감독을 지냈다. 현재 뉴욕의 뉴 밸런스 육상 훈련 센터의 경영인으로 있다.

## 같이 보기
- 올림픽 육상 남자 메달리스트 목록